# Spoorlijn 63
Spoorlijn 63 is een voormalige spoorlijn in de Belgische provincie West-Vlaanderen. Een deel van de voormalige spoorbedding is nu ingericht als fietsroute, Vrijbosroute genoemd.

## Geschiedenis
Lijn 63 werd iets later aangelegd dan de meeste andere in de provincie. Het was de maatschappij 'Oostende-Armentières' die de vergunning had verkregen. Zij planden een lijn vanaf Oostende (station Stad) over Torhout en Kortemark naar Ieper en verder naar Waasten, waar men de grens (de Leie) overstak richting Armentières. Er zou ook een korte dwarsverbinding komen tussen Waasten en Komen (op de lijn 69).

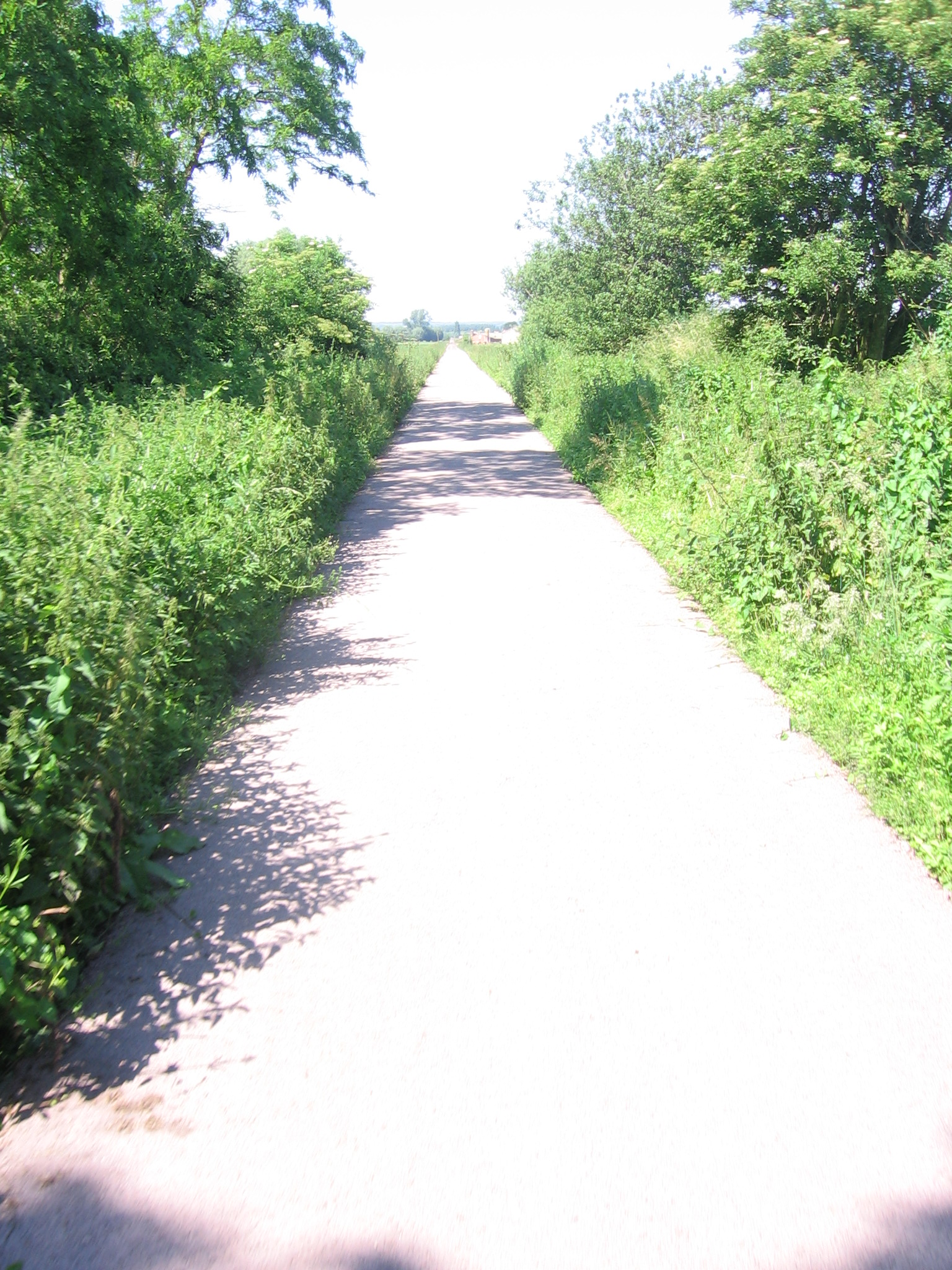
De voormalige spoorlijn 63, thans een fietsroute

De sectie Armentières-Waasten en de verbinding met Komen werden daadwerkelijk aangelegd door de spoorwegmaatschappij Oostende-Armentières als spoorlijn 67. Omdat de West-Vlaamse Spoorwegmaatschappij echter concurrentie vreesde, mocht het lijngedeelte Ieper-Waasten uiteindelijk niet aangelegd worden. Zodoende is de rechtstreekse verbinding Oostende-Armentières er nooit gekomen. Nochtans zou die in die tijd zeker rendabel geweest zijn. Getuige daarvan de vele zomertreinen die vanuit Parijs rechtstreeks naar Oostende werden ingelegd. Door dit verbod van Ieper-Waasten werden die treinen dan omgelegd via Rijsel over Menen en Roeselare naar Oostende. Deze treinen - vier per dag - reden nog tot rond 1950 vooral voor het verplaatsen van seizoensarbeiders. Uiteindelijk werd het toch een verbinding tussen de in die tijd bevaarbare Handzamevaart en de nu nog steeds bevaarbare Ieperlee.
De opening van de lijn gebeurde in twee fases. Pas op 15 augustus 1873 was de ganse lijn open voor het verkeer. De maatschappij ging echter kort daarop failliet en vanaf 1880 was er de overname door de staatsspoorwegen. Bij de afbraak van het station Oostende Stad werd dan ook een nieuwe spoorverbinding aangelegd vanaf Snaaskerke naar Oostende Kaai.
De lijn werd voor personenvervoer afgeschaft in 1955, behalve het deel Torhout-Oostende dat in gebruik bleef tot 1963. Voor meer gegevens over het deel Oostende-Torhout, zie spoorlijn 62. Het deel Kortemark-Torhout werd meteen opgebroken. Het deel Oostende-Torhout bleef lange tijd bestaan in de hoop er een toeristische lijn in te richten, maar nu is ze omgevormd tot fietspad, de Groene 62.

### Fietspad Vrijbosroute
Ook de lijn Ieper-Vijfwegen werd opgebroken in de jaren 80 en op het deel vanaf Boezinge tot Vijfwegen werd eveneens een fietspad aangelegd. In 2005 werd ten slotte ook het laatste stuk Kortemark-Vijfwegen, dat was blijven liggen ten behoeve van het munitiedepot van Houthulst, omgevormd tot fietspad. De fietsroute is zo'n 20 kilometer lang en verbindt nu Kortemark met Boezinge. De route draagt de naam Vrijbosroute, genoemd naar het Vrijbos. Het is een van de groene assen in beheer van de provincie West-Vlaanderen.
In 2021-2022 is het fietspad tussen Kortemark en Langemark-Poelkapelle heraangelegd, waarvoor de Provincie 643.000 euro uittrok.

## Stations

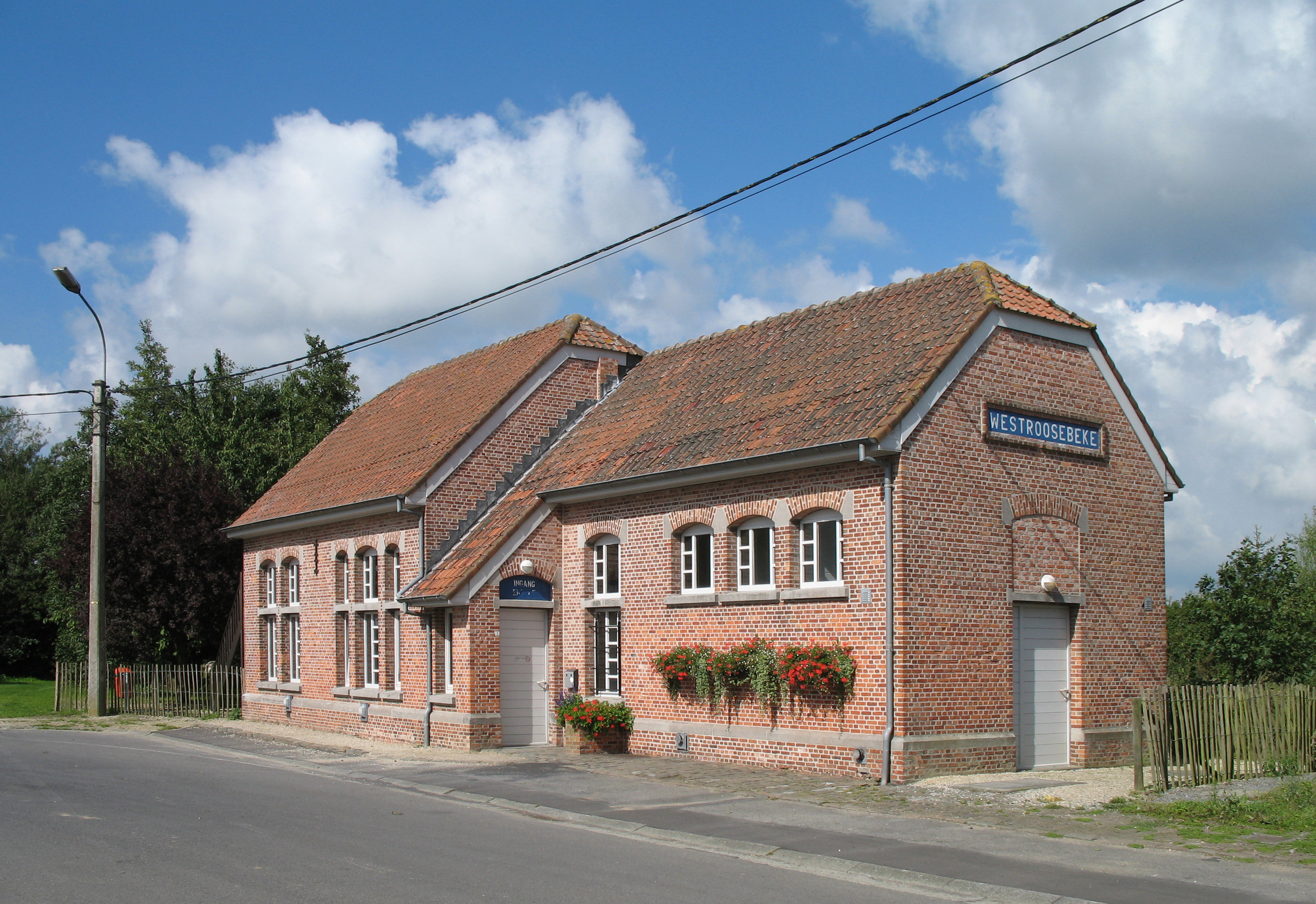
Het voormalige station van Westrozebeke (Westroosebeke)

Het station Boezinge werd na de Eerste Wereldoorlog aan de andere kant van de straat herbouwd en bestaat nog.
Ook het station Westrozebeke (in het gehucht Vijfwegen) is in goede staat bewaard.
Het station Staden werd afgebroken, maar het goederenstation is daar overeind gebleven. Aldaar is ook een sectie van de spoorlijn bewaard gebleven.
Het station De Geite is ook blijven bestaan maar werd in de jaren '50 aan particulieren verkocht. Het stationsgebouw is tot woning omgebouwd. De plaats voor de goederen werd een fabriek voor transportbanden. In WOI was hier de kruising met een andere spoorlijn die liep richting Roeselare en richting Diksmuide.

## Aansluitingen
In de volgende plaatsen was er een aansluiting op de volgende spoorlijnen:
Torhout
Spoorlijn 62 tussen Oostende en Torhout
Spoorlijn 66 tussen Brugge en Kortrijk
Kortemark
Spoorlijn 73 tussen Deinze en De Panne
Ieper
Spoorlijn 64 tussen Roeselare en Ieper
Spoorlijn 69 tussen Y Kortrijk-West en Abele